# Manettia cordifolia
Manettia cordifolia är en måreväxtart som beskrevs av Carl Friedrich Philipp von Martius. Manettia cordifolia ingår i släktet Manettia och familjen måreväxter. Inga underarter finns listade i Catalogue of Life.